# Accords de Lomé
Les accords de Lomé ont été signés dans la ville de Lomé, au Togo, le 7 juillet 1999. Ils avaient pour but de mettre fin à la guerre civile de Sierra Leone, opposant le RUF au gouvernement de Sierra Leone.
Ils ne doivent pas être confondus avec la convention de Lomé de 1975, destinée à réguler les échanges commerciaux entre l'Union européenne et les pays ACP.

## Origine
La réunion de Lomé est une initiative du président du Togo, Gnassingbé Eyadéma, alors président en exercice de la Communauté économique des États de l'Afrique de l'Ouest (CEDEAO).
La réunion a commencé le 25 mai 1999, à Lomé, en présence des représentants de l'Organisation de l'unité africaine (OUA), de l'ONU, des États-Unis, de l'Angleterre, ainsi que de cinq présidents des pays d'Afrique de l'Ouest dont :
- Blaise Compaoré pour le Burkina Faso ;
- Charles Taylor pour le Liberia ;
- Olusegun Obasanjo pour le Nigeria ;
- Ahmad Tejan Kabbah pour la Sierra Leone ;
- Gnassingbé Eyadéma pour le Togo.

## Contenu
Les Accords de Lomé stipulent que:
- tous les groupes rebelles doivent se désarmer ;
- les différents crimes commis par toutes les parties du conflit sont amnistiés. Ainsi, aucun des responsables et des exécutants du grand nombre de meurtres, de viols et de mutilations diverses ne peuvent être poursuivis. Par ailleurs, les nombreuses victimes civiles sont considérées comme de simples "victimes de guerre";
- le RUF est intégré dans un gouvernement provisoire, en attendant la tenue d'élections générales ;
- une Commission chargée des ressources minières et de la reconstruction est créée et la présidence est tenue par le chef du RUF, Foday Sankoh.

## Application
L'application des Accords de Lomé est difficile dès le début. Le numéro 2 du RUF, Sam Bockarie, refuse de déposer les armes, puis Foday Sankoh le remplace et le contraint à l'exil au Liberia.
Le 22 octobre 1999, le Conseil de sécurité des Nations unies vote la résolution 1270, qui créée la Mission des Nations unies en Sierra Leone (MINUSIL), laquelle a pour but de garantir le respect des Accords de Lomé.
Le 22 février 2000, le Parlement vote une loi créant la Commission de vérité et de réconciliation, chargée d'enquêter sur les atrocités commises pendant la guerre civile.
Après avoir voulu renégocier toutes les licences d'extraction de diamants, Foday Sankoh s'aperçoit que la Commission dont il est le président n'est en fait qu'une coquille vide, n'ayant même jamais pu se réunir, et qu'inexorablement les membres de la MINUSIL se déploient dans les régions diamantifères. Il décide alors de repartir dans la clandestinité et, le 3 mai, le RUF prend en otage 500 casques bleus. Officiellement, Foday Sankoh reproche à Kofi Annan de soutenir le chef de l'État, Ahmad Tejan Kabbah.
Le 17 mai, Foday Sankoh, en fuite, est arrêté.
Les otages sont libérés le 28 mai après des interventions internationales auprès de Charles Taylor.
À la suite de cette prise d'otages, l'opération Pallister est déclenchée par le Royaume-Uni. Son but premier est d'évacuer les ressortissants de l’Union européenne et du Commonwealth. Mais après l'avoir fait, ils restent en place pour soutenir les troupes régulières contre le RUF.
Avec l'embargo de l'ONU sur les diamants illégaux de Sierra Leone, la montée en puissance de la MINUSIL et le soutien logistique et tactique des troupes britanniques à l'armée régulière de Sierra Leone, le RUF est mis à genou.

## Critiques
D'entrée de jeu, les critiques contre les Accords de Lomé ont été très vives. Kofi Annan et de nombreuses ONG estimaient que ces accords ne régleraient pas le conflit ; selon eux, il ne pouvait y avoir de paix sans le jugement des criminels de guerre.
C'est ainsi qu'a été créé le 14 août 2000, par la résolution 1315 du Conseil de sécurité de l'ONU, le Tribunal spécial pour la Sierra Leone (TSSL).